# Sachiko Morisawa
Sachiko Morisawa (Kumamoto; 1945) fue una jugadora profesional de tenis de mesa japonesa, ganadora del Campeonato Mundial de Tenis de Mesa de 1967, celebrados en Estocolmo.
Morisawa también ganó varias medallas de oro en los Mundiales, en las modalidades de por equipo y por parejas.